# Nesopetinus intermedius
Nesopetinus intermedius är en skalbaggsart som beskrevs av Scott 1908. Nesopetinus intermedius ingår i släktet Nesopetinus och familjen glansbaggar. Inga underarter finns listade i Catalogue of Life.